# Одноуровневое пересечение
Одноуровневое пересечение — место, где несколько транспортных направлений пересекаются на одном уровне.

## Безопасность
Одноуровневые пересечения являются потенциально опасными местами. Для уменьшения опасности порядок проезда одноуровневых пересечений определяется особыми правилами (например правило помехи справа на перекрёстках). На оживлённых пересечениях используется сигнализация, обычно в виде светофора.

## Примеры

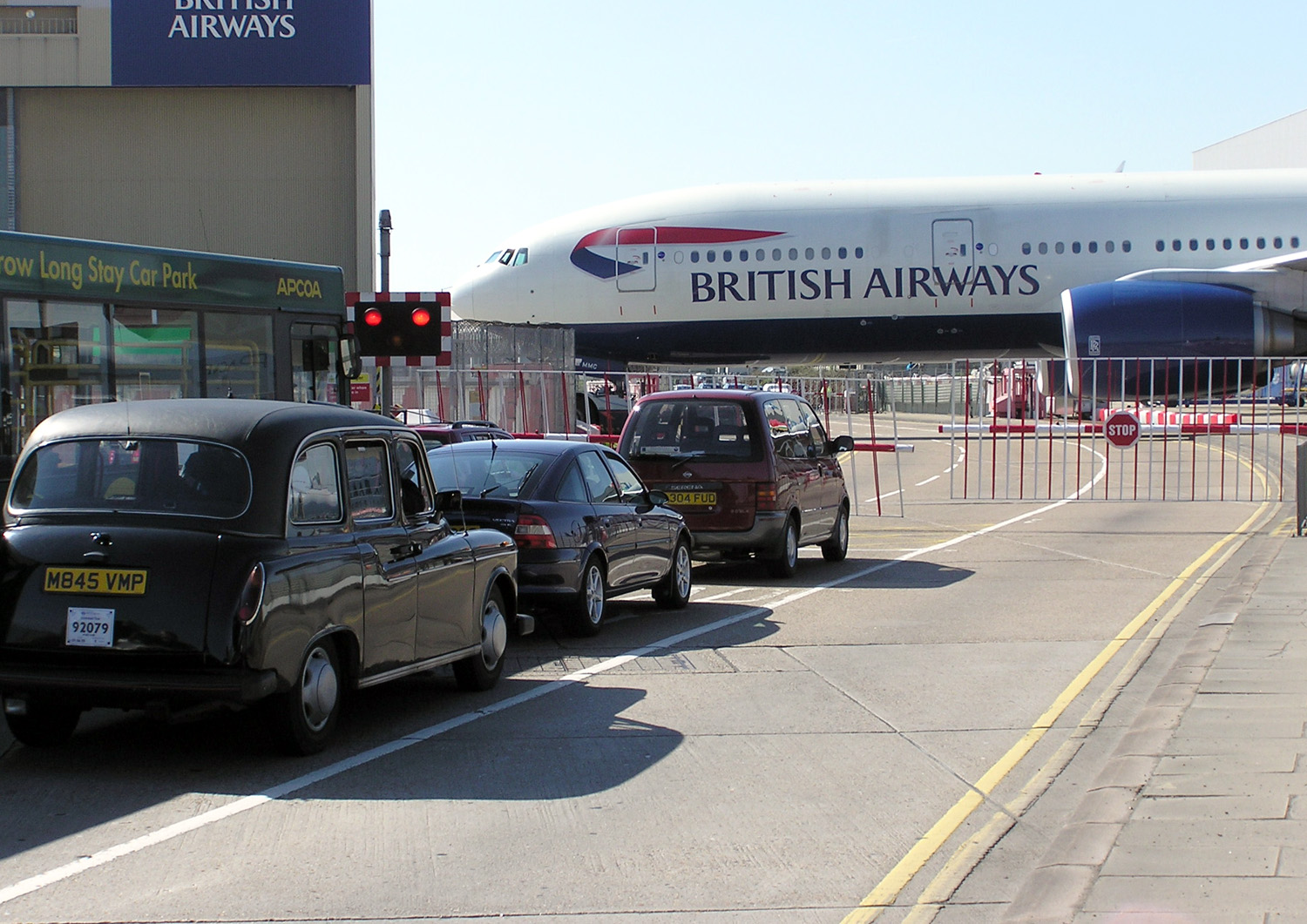
Автомобили пропускают самолёт, Лондон

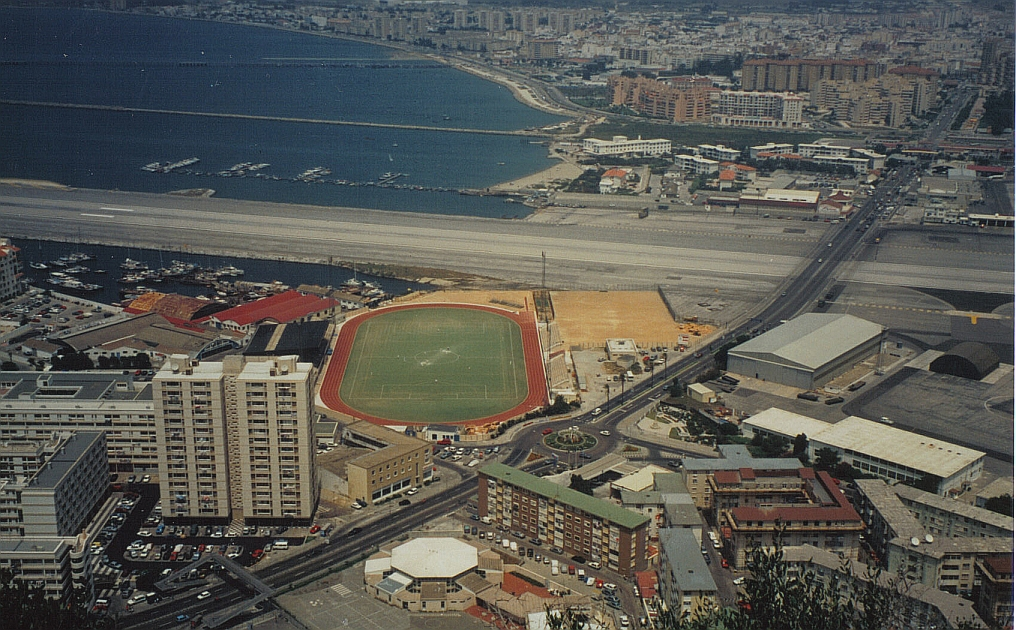
Пересечение между улицей и взлётной полосой, Гибралтар

- Перекрёсток — одноуровневое пересечение дорог
- Сужение дороги - одноуровневое пересечение полос попутного и/или встречного направления  движения
- Пешеходный переход — одноуровневое пересечение дороги и пешеходной дорожки
- Железнодорожный переезд — одноуровневое пересечение дороги и железной дороги
- Глухое пересечение — пересечение двух железных дорог

Встречаются и более редкие виды одноуровневых пересечений. Например в лондонском аэропорту Хитроу есть пересечение между дорогой и рулёжной дорожкой. А в Гибралтаре взлётная полоса аэропорта пересекает улицу Уинстон Чёрчилль авеню.